# Broadcom
Broadcom Corporation è una multinazionale statunitense con sede a Irvine, California, operante nel settore dei semiconduttori, nei circuiti integrati e nelle reti di telecomunicazioni.
È membro dell'Istituto europeo per le norme di telecomunicazione (ETSI).

## Storia
Fondata nel 1991 da un professore e uno studente: Henry Samueli (all'epoca docente alla UCLA) e Henry Nicholas nel 1991. Nel 1995 la società si è trasferita dalla sua sede di Westwood, a Los Angeles, a Irvine, sempre in California. L'azienda progetta circuiti integrati volti in particolar modo alle applicazioni di comunicazione digitale di dati. Gli ambiti più importanti comprendono modem, set-top box per la ricezione di comunicazioni satellitari e di TV via cavo, connessioni LAN Ethernet ed applicazioni senza fili, quali WLAN, Bluetooth, GPS e di telefonia cellulare.
Dal 1998 è quotata alla New York Stock Exchange (listino tecnologico NASDAQ con il simbolo BRCM). Nel 2009 comparve per la prima volta su Fortune 500, e nel 2012 i ricavi superavano già gli 8 miliardi di dollari. Nel 2013 Broadcom si trovava al numero 327 della classifica Fortune 500, dopo aver scalato 17 posizioni rispetto alla classifica del 2012.